# We京成
株式会社We京成（ウィけいせい、英: We keisei Inc.）は、京成グループのシステムインテグレータ。

## 沿革
- 1967年3月 - 「武総興発」として設立[2]。
- 1975年9月 - 「武総情報開発」に商号を変更[2]。
- 1987年10月 - 「京成情報システム」に商号を変更[2]。
- 2023年7月 - 「We京成」に商号を変更[2]。

## 事業所
本店・曳舟事業所
- 〒131-0041 東京都墨田区八広一丁目11番5号

元山事業所
- 〒270-2212 千葉県松戸市五香南一丁目5番1 元山駅ビル1・2F